# Burton Matthews
Burton Matthews (* 25. August 1985 in Witbank) ist ein ehemaliger südafrikanischer Eishockeyspieler der seine gesamte Karriere bei den Johannesburg Wildcats in der Gauteng Province Ice Hockey League spielte.

## Karriere
Burton Matthews begann seine Karriere bei den Krugersdorp Wildcats in der Gauteng Province Ice Hockey League, einer der regionalen Ligen, deren Sieger um den südafrikanischen Meistertitel spielen, und verbrachte seine gesamte bis 2012 andauernde Karriere bei dem Team, das sich nach dem Umzug nach Johannesburg in Johannesburg Wildcats umbenannte.

### International
Matthews stand im Juniorenbereich bei den U18-Weltmeisterschaften der Division III 2001 und 2002 und der Division II 2003 sowie den U20-Titelkämpfen 2002 und 2005 in der Division III und 2003 in der Division II für Südafrika auf dem Eis. 
Mit der Herren-Nationalmannschaft spielte er bei den Welttitelkämpfen der Division II 2002, 2003, 2006 und 2009 sowie der Division III 2005 und 2011, als jeweils der Aufstieg in die Division II gelang.

## Erfolge und Auszeichnungen
- 2002 Aufstieg in die Division II bei der U18-Weltmeisterschaft der Division III
- 2002 Aufstieg in die Division II bei der U20-Weltmeisterschaft der Division III
- 2005 Aufstieg in die Division II bei der Weltmeisterschaft der Division III
- 2011 Aufstieg in die Division II, Gruppe B, bei der Weltmeisterschaft der Division III